# 1855 Korolev
Az 1855 Korolev (ideiglenes jelöléssel 1969 TU1) a Naprendszer kisbolygóövében található aszteroida. Ljudmila Ivanovna Csernih fedezte fel 1969. október 8-án.
Szergej Pavlovics Koroljov (1907–1966) szovjet-orosz mérnök, rakétatervező nevét viseli.